# يوليوس نيبوس
يوليوس نيبوس هو أحد آخر الأباطرة الرومان في الغرب (474 – 475). نيبوس هو ابن أخت ماركيلينوس أمير دالماتيا، والذي خلفه في الإمارة. وبعد أن مات الإمبراطور أوليبريوس أصبح عرش الإمبراطورية الغربية خاليا لعدة أشهر تلت، وظلت إيطاليا وقتها متروكة تحت رحمة البرابرة. كان نيبوس مرتبطا بالمصاهرة من إمبراطور الشرق ليو الأول، فاختاره الأخير ليخلف أوليبريوس على عرش الدولة الغربية، وتم إعلانه إمبراطورا في رافينا. وكان الجيش قد رشح غليكيروس لتولي العرش عام 473، ولكن نيبوس تمكن من القبض على غريمه غليكيروس على مصب نهر التيبر، وبهذا تم الاعتراف بنيبوس إمبراطورا في روما وفي كل إيطاليا والغال. وكان الحدث الوحيد في عهده هو أنه فقد إقليم أوفرني بشكل غير مشرف لصالح القوط الغربيين.
في عام 475، انتفض ضده أوريستيس والد أوغستولوس (الذي أصبح لاحقا آخر الأباطرة الغربيين) وأعلن الثورة عليه وتقدم بجيشه ضد نيبوس نحو رافينا. فر نيبوس إلى دالماتيا واستقر في سالونا حتى تم اغتياله عام 480 من قبل اثنين من جنوده، ويحتمل أنهما نفذا العملية بتحريض من غليكيروس، الذي أجبره نيبوس على دخول الكنيسة وتم تعيينه أسقفا على سالونا.